# Pepi, Briciola e Jo-Jo
Pepi, Briciola e Jo-Jo (PB&J Otter) è una serie animata statunitense prodotta da Walt Disney Television andata in onda su Disney Channel (e successivamente su Playhouse Disney), creata dal cartoonist Jim Jinkins (produttore anche di Doug, Il circo di Jojo e Pinky Dinky Doo) per essere trasmessa nell'orario mattutino e rivolta principalmente ad un pubblico di bambini in età prescolare.
La serie andò in onda negli USA dal 15 marzo 1998 al 15 ottobre 2000. In Italia dal 1º maggio 2005 al 27 marzo 2009, la serie è stata trasmessa sul canale italiano di Playhouse Disney (oggi Disney Junior). Precedentemente, la serie era andata in onda anche su Disney Channel e Rai 2.
La serie è stata prodotta dalla Jumbo Pictures (attualmente Cartoon Pizza) in collaborazione con Disney Channel e le animazioni della serie sono state eseguite in Corea del Sud, presso lo studio Plus One Animation di Seoul.
La serie è stata creata grazie alla collaborazione con l'università di Harvard, grazie ad un progetto chiamato Project Zero, per creare cartoni animati educativi.
L'edizione italiana della serie animata venne curata dalla Disney Character Voices International con la collaborazione della Royfilm, mentre il doppiaggio è stato effettuato presso la SEFIT-CDC e diretto da Fabrizia Castagnoli su dialoghi di Sussana Piferi e Maurizio Giri.
Dal 19 ottobre 2022 è visibile in streaming sul catalogo USA di Disney+ con tutti i 65 episodi.

## Trama
La serie si basa sulle avventure quotidiane di un gruppo di animali parlanti che abitano insieme pacificamente nella comunità rurale del Lago Urrà (Lake Hoowah nell'originale inglese). Molti episodi sono basati sulle avventure delle tre piccole lontre Pepi de Lontris (Peanut Otter), di sua sorella minore Jojo (Jelly Otter) e la piccola Briciola (Baby Butter Otter) che coinvolgono i loro amici (e talvolta anche gli adulti) in varie avventure quotidiane. Ma all'orizzonte c'è sempre qualche problema, che i personaggi risolveranno sempre grazie al Ballo del Cervello, con cui escogiteranno la migliore idea.

## Personaggi principali
- Pepi De Lontris (Peanut Otter): Pepi è il fratello maggiore delle tre lontre, ha 7 anni ed è di colore rosso. È molte leale e si scoraggia spesso. Detesta fare il Ballo del Cervello, anche se poi ci ripensa sempre. Doppiato da Adam Rose in originale e Alessia Amendola in italiano.
- Jojo De Lontris (Jelly Otter): JoJo è la sorella minore di Pepi (anche se è più alta di lui), non si sa quanti anni abbia, ma nell'episodio "Jojo ha la varicella" festeggia il compleanno. È una ragazzina vivace e maschiaccio (ama andare sullo skateboard), è viola con i capelli a caschetto blu ed è determinata (non si scoraggia facilmente). La sua migliore amica è Fiocco Orsetti (Pinch Raccoon). Doppiata da Gina Marie Tortorici in originale e Federica De Bortoli in italiano.
- Briciola De Lontris (Butter Otter): Nonostante si capisca a prima vista, è una femmina, è color nocciola, indossa il pannolino e beve dal biberon. è  la più piccola dei tre e sa dire qualche parola. Doppiata da Jenell Brook Slack in originale e Valeria Marconi in italiano.
- Opalina e Ernesto De Lontris (Opal and Ernest Otter): la mamma e il papà di PB&J, la prima è una casalinga e ha una sorella (Zia Nanna) avventurosa, mentre Ernesto è il padre è ha una barca dove vende vari articoli per gli abitanti del luogo. Doppiati da Gwen Shepherd e Chris Philips in originale e Aurora Cancian e Ambrogio Colombo in italiano per i personaggi di Opalina e per quello di Ernesto.
- Anna, Zia Nanna (Anna "Aunt Nanner" Otter): è la sorella di Opalina, ed ha una vita avventurosa. Spesso è fuori dal Lago Urrà e parte all'avventura con il suo amato Rodolfo (Redolfo) (che in una delle ultime puntate sposa). I ragazzi la adorano e spesso porta loro dei souvenir, o si avventura con loro in posti misteriosi (come ad esempio trovare una piscina segreta dove lei e Opalina da piccole giocavano - come nell'episodio "Aunt Nanner's special place" in italiano "La piscina segreta". Doppiata da Nancy Giles in originale e ??? in italiano.
- Birillo (Flick): un papero dispettoso. Ama fare scherzi ai suoi amici e spaventarli. Vive da solo con sua madre. Doppiato da Gwen Sheperd in originale e Cristina Noci in italiano.
- Gnammy (Munchy): un castoro molto fifone che adora mangiare il legno. Vive da solo con sua madre Betty-Lou. Doppiato da Chris Phillips in originale e Ilaria Latini in italiano.
- Fiocco Orsetti (Pinch Raccoon): un procione femmina, che ama giocare con le bambole, il colore rosa, prendere il tè. Migliore amica di Jojo, ha un fratello minore alquanto combinaguai, distruttivo e iperattivo chiamato Scotch (nella versione italiana, Scotch Raccoon è una femmina e si chiama Chicca Orsetti). Doppiata da Cody Pennes in originale e Alida Milana in italiano.
- Otto e Betty Snobbini (Ootsie and Bootsie Snootie): due barboncini, maschio (blu) e femmina (rosa), molto ricchi e viziati. Hanno sempre dei giocattoli all'ultima moda di cui si stancano facilmente. I loro genitori sono Eduardo (Edouard) e Georgina. Vivono dalla parte opposta del Lago Urrà. Doppiati da Eddie Korbich in originale e ??? e ??? in italiano per il personaggio di Otto e per quello di Betty.

## Episodi
1ª stagione (1998)
- Arrivederci a Pepi, Briciola & Jo Jo/La raccolta delle more
- Il tesoro della roccia urrà/Scivolontriamo
- La cornamusa perduta/Il circolo esclusivo
- Gorilla, pussa via!/Mamma per un giorno
- Viva la libertà/Il maxi-cocomero
- La cura del silenzio/La foto di famiglia
- Invito dagli Snobbini/Il grande caldo
- Paura dell'acqua/Un lago di popcorn
- La fatina del dentino/Il superanello
- La vecchia cinque marce/La festa del Lago Urrà
- Palloncinomania/Gizmo il robot tuttofare
- Dove osano i Paperi/Tutti in campeggio
- Una canna da pesca per papà/La lontrina addormentata

2ª stagione (1999-2000)
- Il ballo del cervello/Jo-Jo ha la varicella!
- La casa delle bambole/Caramelle, che bontà
- Paperman/Armonia in allegria
- La festa della mamma/Mister Muscolo
- Il mio amico mostro/La biglia scomparsa
- Briciola bagaglio al seguito/Il disco volante
- Il bagnetto di Briciola/Il mitico El Dorado
- Il sindaco Birillo/Ospiti difficili
- Salviamo la quercia querciosa/Al lupo! Al lupo!
- Glu Glu innamorato/Molto meglio la fantasia
- La canzone del perdono/Scarpe nuove per Pepi
- Scambio di mamme/Glu Glu è scomparso
- Se insisti ce la farai/Tre ospiti sgraditi
- Lost and found/Sherlock Otter
- Il migliore amico/Baby sitter di fiducia
- Il limone gigante/Lezioni di volo
- Segui il tuo naso
- Natale sul Lago Urrà
- La copertina di Briciola/Tre super lontre
- Briciola va dal dentista/La leggenda di Vasco Lontres
- I mostri non esistono/Lo specchio portafortuna
- C'era una volta un albero/Le bugie hanno le gambe corte
- Una lucciola per amica/Non si mangia con le mani
- Ristorante a sorpresa/Chi ha suonato la campana?
- Sfida all'ultima boa/Tutti contro Gnammy
- Il giudice Fiocco/Il ranocchio Morbillo

3ª stagione (2000)
- Senza mani, senza piedi, senza ali/Al lavoro con papà
- L'amico immaginario/Una giornata al luna park
- La storia di Johnny Pampalop/Un vero equipaggio
- La piscina segreta/Gnammy è triste
- La scatola misteriosa/I mostri del bosco
- Fischi da concerto/Billy l'anatra
- Il fango magico di Opalina/Il sogno di Gnammy
- Il capolavoro di Pepi/Attacco di nostalgia
- Halloween sul Lago Urrà
- Le avventure di zia Nanna/Ogni cosa al suo posto
- Gare di atletica/Escursione tra le ortiche
- La festa di Capitan Gazpacho/Il fiore di Bazania
- L'onesto sergente roccia/Non disturbate papà
- All'erta sentinella!/Il torneo di calcio
- Una festa a sorpresa/La raccolta delle more
- Giocattoli da collezione/Si cambia casa
- Gnammy parla nel sonno!/Un amico di nome Glu Glu
- Il vecchio zio Orazio/Lezioni di cucina
- La fragola allegra
- Il castello di sabbia
- Dov'è andato Birillo?/L'importante è divertirsi
- La crostata è tutta mia/Amiche del cuore
- Pepi è geloso/Zia Nanna si sposa
- Gnammy diventa grande/Il mostro del Lago Urrà
- Il giorno di San Valentino/Il cugino Ricky
- Il posto più bello del mondo